# Fekete Klári
Fekete Klári (Debrecen, 1938. június 26. –) magyar manöken, modell, író, újságíró, producer.

## Élete
Egyik testvére, bátyja Fekete Lajos költő. Lánya Morvai Krisztina jogász, emberi jogi aktivista, politikus. Férje Morvai Miklós közgazdász. 
Debrecenben, görögkatolikus családba született. Öten voltak testvérek. Édesapja  görögkatolikus pap volt, aki korán elhunyt. A család gondja édesanyjára maradt. Nyelvvizsgákat tett, több nyelven beszél. A divat és művészet érdekelte az erkölcsön át az öltözködésig. Fekete Klárit vonzotta szépség, a divat világa, manöken lett. Munkája során alkalma volt templomba is járni, Moszkvában, Kijevben a Pecserszkaja Lavrában, de járt Párizsban, Milánóban, Londonban is. Mindig talált egy-egy kolléganőt, aki szívesen ment vele misére, élvezték az orgonaszót, nézték a freskókat és az építészeti stílusokat. Fekete Klári mélyen hívő ember.
10-12 lány dolgozott az 1950-es, 1960-as, 1970-es években, Fekete Klári közülük az egyik sztármanöken. Címlapokon, heti- és havilapokban egyaránt szerepelt, például az Ez a Divat hasábjain is megtalálhatóak voltak a fotói. A Kézműipari Vállalat manökenje volt. Részt vett nagy divatbemutatókon külföldön és belföldön egyaránt. A külföldi utak során megtanulta értékelni Magyarországot, a magyarok jó tulajdonságait, mint például a szabadságszeretetet, az örökös kitörni vágyást. 25 évig volt manöken, a kifutónak 1983-ban mondott végleg búcsút. Az idegenforgalomban töltötte a következő éveit. Idegenvezetői iskolát végzett, és három nyelvvizsgája van. Egy kft. utazási irodáját vezette.

| Képek | Fekete Klári ismert manöken volt, majd a pályamódosítása után egy utazási irodában dolgozott, ahová egy nap besétált a festő özvegye és a fia, hogy egy lakást szeretnének bérelni zongorával, és elkezdtek mesélni Holesch Dénesről. Annyira megtetszett neki ez az életút, hogy évtizedek óta kitartóan dolgozik azon, hogy itthon is megismertesse ezt a festői életművet és a regénybe illő élettörténetet – kiállításokat szervez, A szabadság rabságában címmel portréfilmet készített, amely elérhető a világhálón, és elnyerte a Göcsej Filmszemle első díját, valamint a Savaria különdíját. – Bonczidai Éva: A szabadság és a lovak festője, Magyar Idők |
| Képek | |

Két könyvet írt, az egyikben többek között manökenként szerzett tapasztalatait mutatja be, Titkaim címmel, a másikban Holesch Dénes festőművészt. 
Kurátor, aki évtizedek óta kiállításokat szervez, hogy megismertesse Holesch Dénes magyar festőművész életművét. A Holesch-hagyaték rendszerezője, A szabadság rabságában című portréfilm producere és forgatókönyvírója is.
Holescht mindenhol ismerték volna a világon, kivéve a hazájában. Úgy éreztem, mint civil, fel kell fedeznem a hagyatékát Magyarországon, ami nem volt könnyű, de számomra nagy sikerélményt nyújtott. Mára több mint 200 képet sikerült hazahozni, ezek közül hármat kiállítottak.,,,

## Fotósai voltak
Több fotóssal dolgozott, többek között Komlós Lili, Módos Gábor, Tóth József, Vitályos József fotóművészekkel.

## Művei
- Titkaim, Egy volt manöken hasznos tanácsai a szép és harmonikus élethez, Kossuth Könyvkiadó, Budapest, 1989, ISBN 9630934418
- Holesch – A szabadság rabságában, magánkiadás, 2001, ISBN 9634405193